# Осуховський Олег Іванович
Оле́г Іва́нович Осуховський (нар. 18 червня 1978, с. Великосілки) — український військовий, капітан Збройних сил України, учасник бойових дій, громадсько-політичний і державний діяч. Народний депутат України VII та VIII скликань від міста Рівне.

## Біографія

### Раннє життя
Народився 18 червня 1978 року у селі Великосілки, Львівської області. З ранніх років допомагав братам у сімейному бізнесі. Займався спортом з дитинства. Професійно грав у футбол за кордоном і в Україні за ФК «Газовик-Скала» (Стрий).
З 2010 року — віце-президент міні-футбольного клубу «Кардинал-Рівне».
Отримавши середню освіту, закінчив економічний факультет Львівського національного університету імені Івана Франка за спеціальністю фінанси та кредит.

### Громадсько-політична діяльність
У 1998 році приєднався до Всеукраїнського об’єднання «Свобода».
З 1998 по 2003 роки — помічник-консультант народного депутата України Олега Тягнибока. 
Був депутатом  Кам’янко-Бузької районної ради V скликання.
З 2008 року очолював громадське об’єднання «Люстрація». Активно працював над очищенням державної влади від агентів проросійського впливу. Серед проєктів українізація меню та обслуговування у понад 300 закладах громадського харчування в місті Києві. Декомунізація міського простору від совєтських монументів. Організація домоглась визволення 5 учасників патріотичної акції, в тому числі Миколу Коханівського, які пошкодили пам’ятник Леніну на Бесарабській площі, що перебував під захистом міністра українофоба Дмитра Табачника. «Люстрація» домоглась прийняття постанови про зняття усіх пам’ятників Леніну в країні з реєстру державних пам’яток.
Член громадської ради при Київській обласній державній адміністрації.
З 2010 року — депутат Рівненської обласної ради VI скликання, обраний по одномандатному виборчому округу № 40 (м. Рівне) від Всеукраїнського об'єднання «Свобода».
Того ж року став  заступником голови громадського комітету з моніторингу при Державному комітеті України з питань регуляторної політики та підприємництва України. Був ініціатором створення телепрограми «Щит бізнесу» для захисту прав підприємців. 
З 2012 року - заступник директора у Юридичній фірмі «Бондарчук і партнери».

## Державницька діяльність

### Народний депутат VII скликання
В 2012 році Олег Осуховський обраний Народним депутатом Верховної Ради України 7-го скликання по одномандатному виборчому округу № 152 (м. Рівне) від політичної партії ВО «Свобода». Очолював підкомітет з питань міжнародного співробітництва у боротьбі з організованою злочинністю та тероризмом, а також боротьби з відмиванням грошей, що входить до складу Комітету Верховної Ради з питань організованої злочинності та корупції.
Разом з фракцією ВО «Свобода» захищав інтереси українського бізнесу. Боровся проти узурпації влади режимом Януковича, корупційних схем уряду Азарова спрямованих на знищення української економіки, армії та державних інститутів. «Свободівці» блокували трибуну, щоб запобігти «кнопкодавству» та просуванню антиукраїнських законопроєктів.

### Революція Гідності
З перших днів Майдану разом з побратимами брав участь у протестах. Член Ради Майдану.
11 грудня 2013 року був разом з іншими депутатами у перших лавах на Інститутській. Яскраві жилети і написи «народний депутат» за розрахунками учасників подій мали стримати дії «Беркуту». Але спецпідрозділ атакував депутатську шеренгу серед перших. Після перших репресій, продовжив активну підтримку протестів.
Під час слухань про події в Україні у Конгресі делегований від Майдану до США, разом з колишнім міністром закордонних справ Борисом Тарасюком. Мав продуктивні зустрічі на підтримку українських інтересів з сенаторами Джоном Маккейном, Крісом Мерфі та іншими американськими сенаторами і конгресменами.
18 лютого 2014 року разом з депутатами-«свободівцями» захищав мітингарів від арештів. Брав участь у захисті Майдану під час розстрілів, які влаштували силовики.
«Ніколи не забуду ранок 20 лютого… Першого пораненого на Інститутській ми витягнули через гаражі до готелю «Україна». Тих, котрим надали першу допомогу в готелі, ми носили аж за Будинок профспілок, бо «швидкі» не могли під’їхати ближче. До мене підійшов депутат Радивилівської районної ради і каже: треба відводити хлопців з Інститутської. І я пішов. Кажу хлопцям: треба відступати, неможливо воювати з палицями проти снайперів. Стріляти не припиняли, хлопці почали відходити. Поруч поранило в ногу журналіста, ми винесли його вниз на саморобних ношах. Дивно, але тоді не відчував страху»..
В квітні 2014 року звернувся до правоохоронних  органів з заявою розслідувати факти антиукраїнської діяльності колишнього народного депутата «регіонала» Вадима Колесніченка.
Улітку 2014 року вступив до складу батальйону «Січ» як доброволець, де активно брав участь у боротьбі проти російських найманців. Відповідний досвід став важливим етапом у його військовій підготовці в майбутньому.
Пізніше разом з багаторічним капітаном футбольної збірної та тренером Олегом Лужним придбав 2 БРДМ для потреб бійців батальйону.
Був головою парламентської делегації у Міжпарламентській раді Україна-НАТО, яка допомогла в організації першої військової допомоги з Німеччини, Іспанії, Канади. Серед неї - 30 тис. комплектів форми, захисне спорядження, біноклі, тепловізори, польовий шпиталь та засоби на медичну допомогу. Загальна вартість допомоги склала 11 млн. канадських доларів.

### Народний депутат VIII скликання
На парламентських виборах у 2014 році переобраний. Був членом Комітету Верховної Ради з питань запобігання та боротьби з корупцією. Член Колегії при Міністерстві внутрішніх справ. Співавтор діючих антикорупційних законопроєктів. Також член груп з міжпарламентських зв’язків з Канадою, Литвою, Індією, Об'єднаними Арабськими Еміратами, Норвегією, Пакистаном, Індонезією.
Один з ініціаторів закону «Про очищення влади», прийнятого з другої спроби 16 вересня 2014 року. Він мав виконати основну вимогу учасників Революції Гідності — перезавантажити владу. Але законопроєкт був прийнятий без поправки «свободівців»  про заборону обіймати як державні, так і виборні посади колишнім урядовцям часів Януковича-Азарова. Підтримував скасування депутатського імунітету та прийняття нового Виборчого кодексу.Як і в попередньому скликанні, продовжував роботу зі зверненнями громадян з питань соціального захисту, медицини, освіти, благоустрою та комунальної сфери. Захищав інтереси виборців, неодноразово звертався до правоохоронних органів, сприяв залученню державного фінансування для округу, зокрема на будівництво спорткомплексу в Рівному (на вул. Макарова (Кулика і Гудачека).
Очолював парламентську робочу групу з розслідування багатомільярдної корупції урядів режиму Януковича. Вона завдала збитків на 7,6 млрд. грн., про що заявив голова фінінспекції Гордієнко. Злочини охоплювали низку державних підприємств - «Укрзалізницю», Укртелеком, ДПЗКУ («Державна продовольчо-зернова корпорація України») та інші. Було заведено понад тисячу кримінальних справ. Ініціатор повернення Укртелекому у власність державу.
Принципово вимагав розслідувати злочини, які стались під час Майдану та провести невідкладну українізацію. 
Підтримав прийняття законопроєктів для вступу України до НАТО та зміцнення обороноздатності. Виступав за нормандський формат переговорів (за участі Великої Британії та США) для врегулювання війни на Сході України. При цьому наголошував на розробці стратегії національної безпеки на 5-10 років. Забезпеченні ЗСУ на рівні мінімум 5% ВВП. Введення візового режиму з державою-агресором.
Осуховський пропонував внесення змін до статті 85 Закону України «Про судоустрій і статус суддів» (щодо оприлюднення висновку про підсумки тестувань особистих морально-психологічних якостей та загальних здібностей судді (кандидата на посаду судді).
Пакет антиолігархічних законопроєктів:
- І. Повернення капіталів з офшорів i ліквідація схем виведення грошей з України.
- ІІ. Демонополізація та ліквідація олігархічної моделі економіки.
- ІІІ. Заборона приватизації стратегічних підприємств.
- ІV. Деолігархізація енергетики і справедливі тарифи.
- V. Земля ‒ власність нації.

В травні 2018 вручив цей пакет законопроєктів представникам Антикорупційної ініціативи Європейського Союзу в Україні.

### Подальша діяльність
Голова фракції ВО «Свобода» у Рівненській міській раді з 2020 року.
Як депутат системно працював в інформаційному полі — часто виступав на телебаченні, брав участь у політичних ток-шоу, де послідовно відстоював українські національні інтереси. У своїх виступах рішуче протидіяв ворожим наративам, викривав дезінформацію та вів публічні дебати, спрямовані на нейтралізацію впливу п’ятої колони кремля. 
Після Верховної Ради створив авторський журналістський проєкт, де був ведучим. Випускав 2 програми «По-чесному з Олегом Осуховським» та «З Осуховським на чистоту» для телеканалів «Рада», Правда ТУТ та  iTV. Гості програми: військові, політики, співаки, журналісти, правоохоронці та інші публічні люди. Вийшло більше 50 випусків.
У 2014 та повторно 2021 року російський уряд вніс Олега Осуховського до переліку українців,  які підпадають під санкції (де-факто, розстрільні списки). Причиною санкцій проти політика стала його державницька діяльність та антиросійська позиція.

### Військова служба
28 лютого 2022 року, з початку повномасштабного вторгнення РФ, Олег Осуховський добровільно мобілізувався до лав Збройних сил України. Почав військову службу як солдат, наразі має звання капітана ЗСУ. Учасник бойових дій, брав участь у захисті стратегічних напрямків на Сході України. За проявлену відвагу нагороджений Нагрудним знаком «Срібний хрест» наказом головнокомандувача ЗСУ Валерія Залужного.

## Освіта
Має 3 вищі освіти: Львівський національний університету імені Івана Франка — економічний факультет за спеціальністю «Фінанси та кредит» та юридичний за спеціальністю «Правознавство». Також закінчив Дипломатичну академію при МЗС.

## Нагороди
- Відомча заохочувальна відзнака МВС України «Вогнепальна зброя» (6 травня 2014) — пістолет «Форт 17-05», № 110015, калібр 9 мм[27]
- 2023 — Нагрудний знак «Срібний хрест» наказом головнокомандувача ЗСУ Валерія Залужного[28].
- 2025 — Медаль від командування Сил підтримки ЗСУ.